# Máirtín Ó Murchú
Máirtín Ó Murchú és un professor irlandès d'estudis cèltics i professor emèrit del Dublin Institute of Advanced Studies. Anteriorment també va ser director de l'Escola de Celtic al DIAS i professor d'irlandès al Trinity College de Dublín.
Ha publicat nombrosos articles sobre lingüística del gaèlic irlandès i escocès i de l'irlandès en general, com la guia sobre l'estat de la llengua irlandesa (coautor amb Helen Ó Murchú) per a l'Oficina Europea de Llengües Minoritàries o la secció en irlandès del Blackwell's Encyclopedia of the Languages of Europe
També ha estat fonamental en el desenvolupament d'una pronunciació estàndard per a l'irlandès, el Lárchanúint, en particular, el seu article 1969 Common Core and Underlying Forms, que ha estat descrit com a revolucionari.

## Publicacions
Una de les seves principals publicacions en estudis del gaèlic escocès ha estat East Perthshire Gaelic: Social History, Phonology, Texts and Lexicon de l'ara extingit dialecte del gaèlic escocès d'East Perthshire.
Altres treballs acadèmics són:
- (1985) The Irish Language. Dept. of Foreign Affairs/Bord na Gaeilge
- (1993) "Aspects of the Societal Status of Modern Irish" a The Celtic Languages; editat per Martin J. Ball amb James Fife. (Routledge Language Family Descriptions.) London: Routledge
- (2000) "An Ghaeltacht mar réigiún cultúrtha: léargas teangeolaíoch" a Teanga, pobal agus réigiún; eagarthóirí: Liam Mac Mathúna, Ciarán Mac Murchaidh agus Máirín Nic Eoin. Baile Átha Cliath: Coiscéim
- (2002) Ag Dul ó Chion: Cás na Gaeilge 1952-2002. (An aimsir óg. 1. Paimflead.) Baile Átha Cliath: Coiscéim
- (2005) Dineen and Ó Donaill a Dinneen and the Dictionary; editat per Pádraigín Riggs. London: Irish Texts Society